# Agrochola litura
Agrochola litura là một loài bướm đêm trong họ Noctuidae.

## Hình ảnh

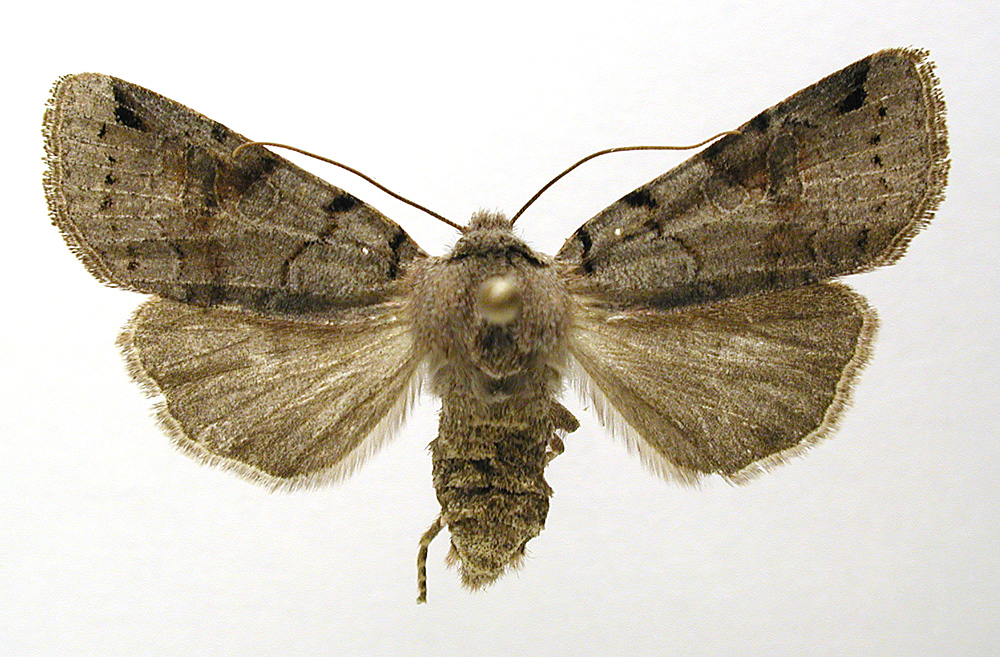
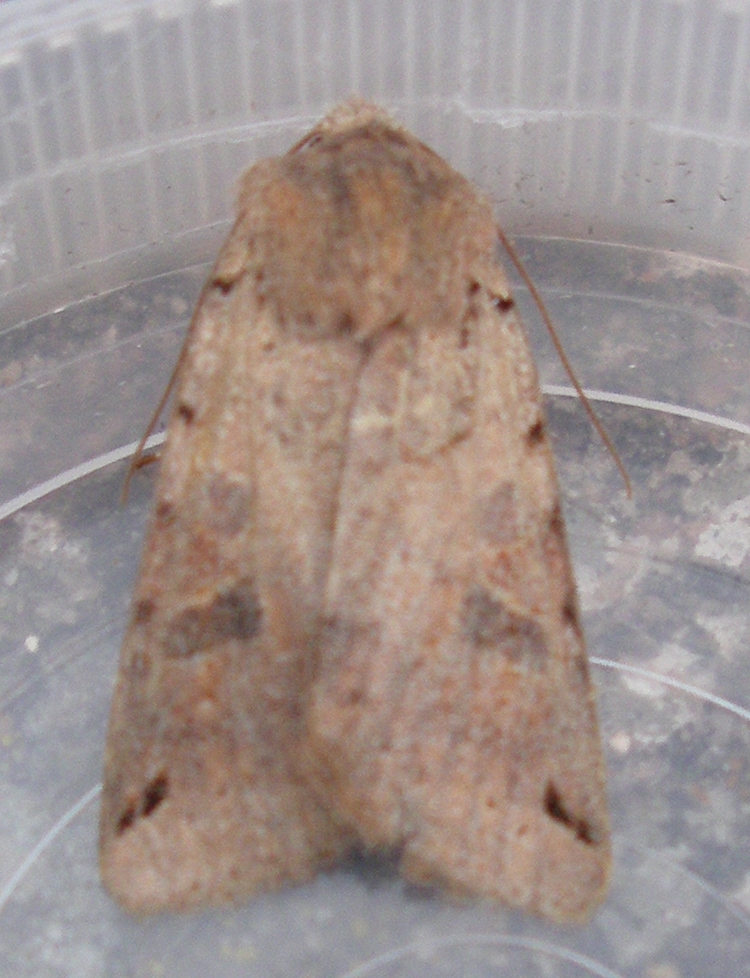
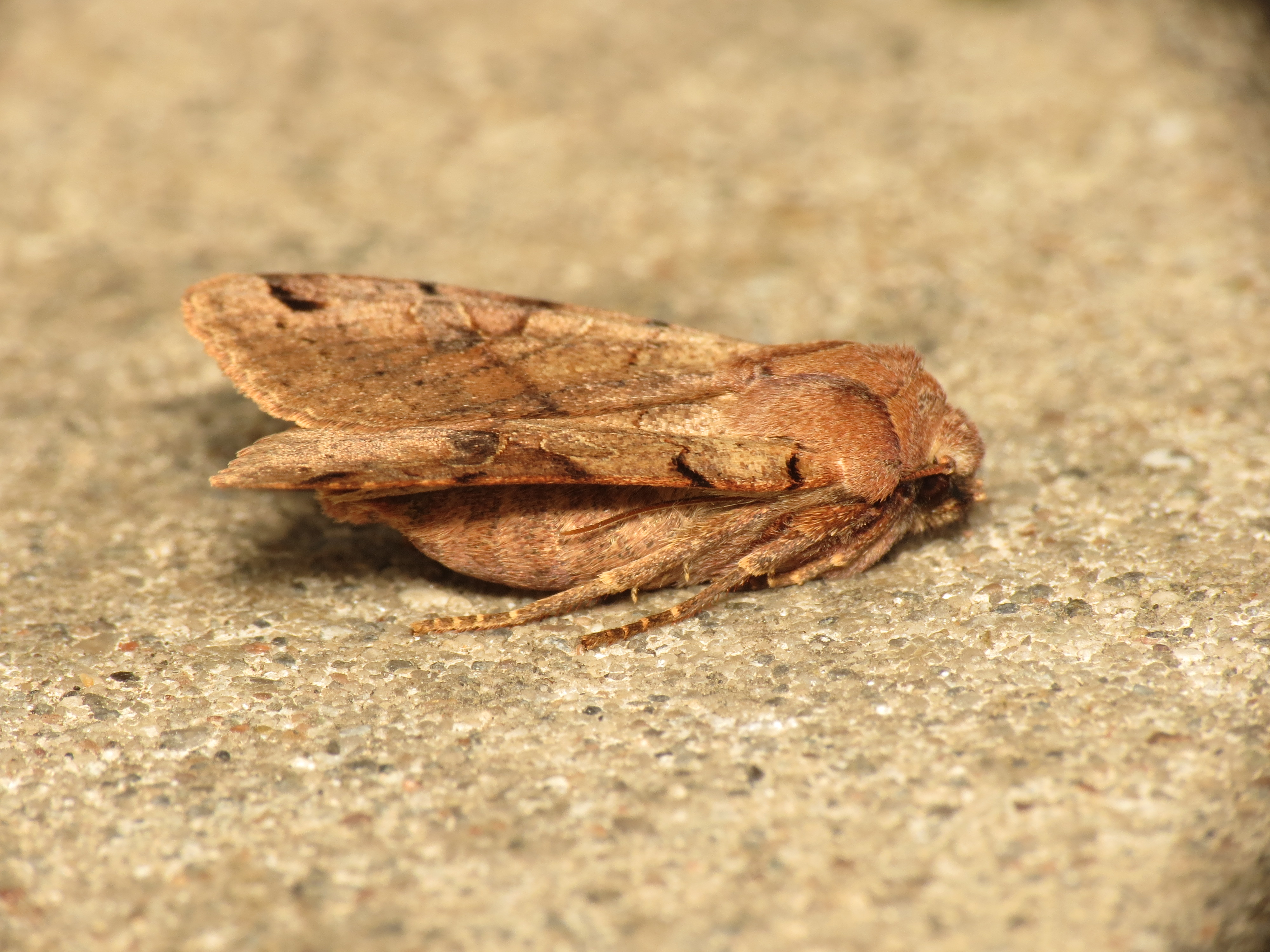
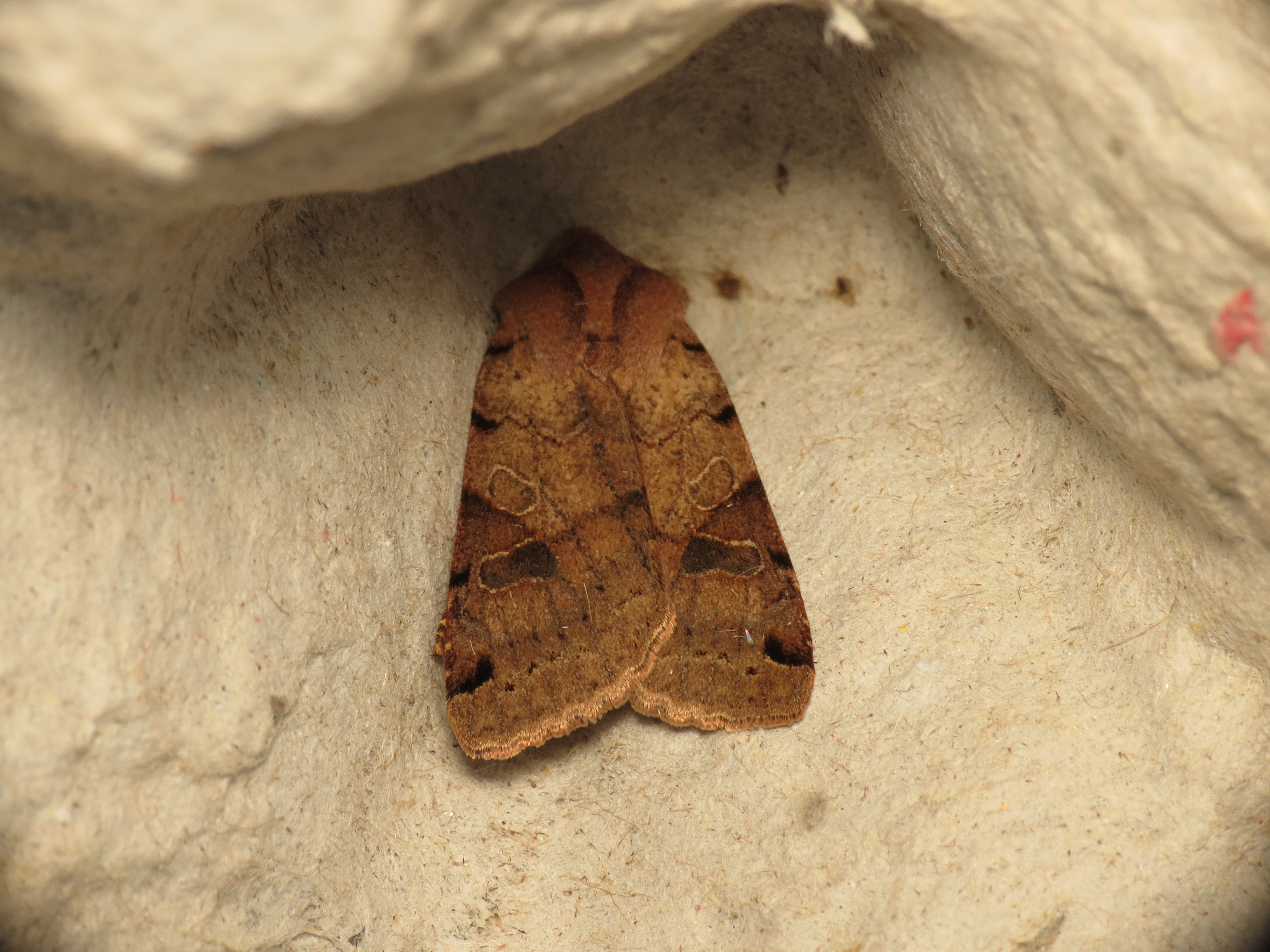